# پالتوی خز خرگوش
پالتوی خز خرگوش (به انگلیسی: Rabbit Fur Coat) آلبومی استودیویی از جنی لویس با همراهی دوقلوهای واتسون است. این آلبوم در ۲۴ ژانویه ۲۰۰۶ توسط شرکت تیم لاو رکوردز در ایالات متحده آمریکا منتشر شد. پالتوی خز خرگوش اولین آلبوم انفرادی لویس است که مستقل از گروه ریلو کیلی ضبط کرده‌است.

## محتوا
پالتوی خز خرگوش آلبومی‌ست برآمده از علاقهٔ دیرینهٔ لویس به سَبک‌های فولک، کانتری و گاسپل جنوبی. برخی قطعه‌های این آلبوم بیانگر دیدگاه‌های او به‌عنوان یک بی‌خدا هستند. در بخشی از ترانهٔ «سکولار زاده شده‌ام» لویس می‌گوید: «خدا هر جایی دلش بخواد می‌ره / و کی می‌دونه اون کجاها نیست؟ / درون من نیست». در سه دقیقهٔ پایانی این قطعه، هم‌آوایی دوقلوهای واتسون (که شبیه آوازهای مذهبی است) با صدای طبل‌هایی که به‌مرور از فرم خلوت و آرام اولیه به آشفتگی می‌رسد، فضایی را تداعی می‌کند گویی نوجوانی مشغول تمرین درامز است، در حالی که همسایه‌اش تلاش می‌کند در آرامش عبادت کند. نتیجهٔ نهایی مانند بی‌احترامی به چیزی است که از نظر شخص بی‌اعتنا به مقدسات، شایستهٔ احترام نیست.

## بازخورد
| بررسی جمعی       | بررسی جمعی |
| منبع             | رتبه‌بندی   |
| ---------------- | ---------- |
| متاکریتیک        | 78/100     |
| بررسی انتقادی    |            |
| منبع             | رتبه‌بندی   |
| آل‌میوزیک         | [ ۱ ]      |
| ای.وی. کلاب      | B+         |
| انترتینمنت ویکلی | A−         |
| گاردین           | [ ۷ ]      |
| ایندیپندنت       | [ ۸ ]      |
| پیچفورک          | 6.1/10     |
| Q                | [ ۱۰ ]     |
| رولینگ استون     | [ ۱۱ ]     |
| آنکات            | [ ۱۲ ]     |
| ویلج ویس         | A−         |

مخاطبان رادیو ان‌پی‌آر در گزینش «بهترین آثار موسیقی سال ۲۰۰۶» پالتوی خز خرگوش را به‌عنوان هشتمین آلبوم برتر آن سال انتخاب کردند. متاکریتیک بر اساس ۲۴ نقد عمدتاً مطلوب، به این آلبوم امتیاز ۷۸ از ۱۰۰ را داده‌است.

## فهرست قطعات
(شعر و موسیقی همهٔ قطعه‌ها از جنی لویس است مگر آن‌ها که نام دیگری مقابل‌شان نوشته شده‌است)
1. «فرار کن شیطان فرار کن» – ۱:۰۶
2. «اسلحه‌های بزرگ» – ۲:۳۲
3. «با مشت‌های گره کرده قیام کن!!» – ۳:۳۶
4. «خوشحال» – ۴:۱۴
5. The Charging Sky» – ۲:۵۶»
6. «دلت را آب کن» – ۲:۵۰
7. «تو چیزی هستی که دوست داری» – ۲:۵۱
8. «پالتوی خز خرگوش» – ۴:۳۲
9. «با احتیاط حمل شود» (باب دیلن، جرج هریسون، جف لین، روی اوربیسن، تام پتی) – ۲:۵۶
10. «سکولار زاده شده‌ام» – ۵:۰۷
11. «من نبودم» – ۴:۱۰
12. «خوشحال (تکرار)» – ۰:۴۸

## موقعیت آلبوم در چارت‌های موسیقی
| سال  | چارت                  | جایگاه |
| ---- | --------------------- | ------ |
| ۲۰۰۶ | بیلبورد ۲۰۰           | ۸۸     |
| ۲۰۰۶ | برترین آلبوم‌های مستقل | ۶      |

بر اساس اطلاعات نیلسن ساونداسکن تا سال ۲۰۰۷، فروش آلبوم در ایالات متحده از ۱۱۲٬۰۰۰ نسخه فراتر رفته‌است.